# 7 Gwardyjska Dywizja Pancerna
7 Gwardyjska Kijowsko-Berlińska Dywizja Pancerna – związek taktyczny Armii Radzieckiej.
W końcowym okresie istnienia Związku Socjalistycznych Republik Radzieckich dywizja stacjonowała na terenie Niemieckiej Republiki Demokratycznej. W tym czasie wchodziła w skład 3 Armii. Dyslokowana do Rosji i rozformowana w 1990.

## Struktura organizacyjna
Skład w 1990:
- dowództwo i sztab – Röslau
- 55 Gwardyjski Wasilkowski pułk czołgów;
- 56 Gwardyjski Wasilkowsko-Szepietowski pułk czołgów;
- 79 Gwardyjski Bobrujski pułk czołgów;
- 40 Berliński pułk zmotoryzowany;
- 670 Gwardyjski Lwowski pułk artylerii samobieżnej;
- 287 Gwardyjski Lwowski pułk rakiet przeciwlotniczych;
- 4 batalion rozpoznawczy;
- 146 batalion łączności;
- 121 batalion inżynieryjno-saperski;
- batalion obrony przeciwchemicznej;
- 183 batalion zaopatrzenia;
- 58 batalion remontowy;
- 89 batalion medyczny